# Need for Speed (serie)
Need for Speed este o serie de jocuri de curse produsă de Electronic Arts din anul 1994.
Această serie de jocuri este disponibilă pe PC, Nintendo, Xbox, PlayStation și Nokia N-Gage.

## Lista jocurilor din seria Need for Speed
- The Need for Speed (1994: 3DO; 1995: DOS; 1996: PlayStation, Sega Saturn)
- The Need for Speed SE (1996: DOS, Windows 95)
- Need for Speed II (1997: Windows 95, PlayStation)
- Need for Speed II SE (1997: Windows 95)
- Need for Speed:V-Rally (produs de Eden Studios) (1997: PlayStation; 1999: Nintendo64, Windows)
- Need for Speed III:Hot Pursuit (1998: PlayStation, Windows)
- Need for Speed High Stakes/Road Challenge (1999: PlayStation, Windows 9x)
- Need for Speed V-Rally 2 (produs de Eden Studios și Atari Europe) (1999: PlayStation, Sega Dreamcast, Windows)
- Need for Speed Porsche Unleashed/Porsche 2000 (2000: PlayStation, Windows; 2004: Game Boy Advance)
- Motor City Online (2001: Windows)
- Need for Speed: Hot Pursuit 2 (2002: PlayStation 2, Xbox, GameCube, Windows 98/ME/2K/XP)
- Need for Speed: Underground (2003: PlayStation 2, GameCube, Xbox, Windows, Game Boy Advance)
- Need for Speed: Underground 2 (2004: GameCube, PS2, Xbox, Microsoft Windows, Game Boy Advance, Nintendo DS, Mobile Phone)
- Need for Speed: Underground Rivals (2005: PlayStation Portable)
- Need for Speed: Most Wanted (2005: PlayStation 2, GameCube, Xbox, Xbox 360, Microsoft Windows, Game Boy Advance, Nintendo DS, mobile phone, PlayStation Portable)
- Need for Speed: Most Wanted 5-1-0 (2005: PlayStation Portable)
- Need for Speed: Carbon (2006: PC, PlayStation 3, PlayStation 2, PSP, Wii, GameCube, Nintendo DS, GBA, Xbox 360, Xbox, Mobile)
- Need for Speed Pro Street (2007): PLAYSTATION®3, Xbox 360™, Wii™, PC, PlayStation®2, Nintendo DS™, PSP™)
- Need For Speed:Undercover (2008): Xbox 360™, PLAYSTATION® 3, PLAYSTATION® 2, Wii™, PSP® (PlayStation® Portable), Nintendo DS™, PC
- Need for Speed Shift (2009): PLAYSTATION®3, Xbox 360™, PC
- Need for Speed Nitro (2009): Wii, Nintendo DS
- Need for Speed World (2010): PC
- Need for Speed Hot Pursuit (2010): Xbox 360™, PLAYSTATION® 3, PLAYSTATION® 2, Wii™, PSP® (PlayStation® Portable), Nintendo DS™, PC
- Need for Speed Shift 2 Unleashed (2011): Xbox 360, PLAYSTATION 3, PLAYSTATION 2, Wii, PSP (PlayStation® Portable), Nintendo DS, PC
- Need for Speed The Run (2011): Xbox 360, PlayStation 3, PC
- Need for Speed Most Wanted 2 (2012) - Xbox 360, PlayStation 3, Wii U, iOS, Android, PSVita
- Need for Speed Rivals (2013) - Xbox 360, Xbox One, PlayStation 3, PlayStation 4, PC

- Need for Speed No Limits (2015) - Android (sistem de operare), IOS (Apple)
- Need for Speed (2015) - PS4, Xbox One, Windows
- Need for Speed Edge (2016) - Windows(exclusively in China and South Korea)
- Need for Speed Payback (2017) - PS4, Windows, Xbox One
- Need for Speed Heat (2019) - PS4, Windows, Xbox One
- Need for Speed Unbound (2022) - PlayStation 5, Windows, Xbox Series X/S

## Descriere jocuri

### The Need for Speed  (1994)
Originalul Need for Speed a fost lansat în 1994 pentru consola 3DO iar apoi au apărut versiuni și pentru PC (1995), Playstation (1996) și Sega Saturn (1996). Acest joc are doar 5 trasee și 7 mașini din care să alegeți, poliția apărând când mașina depășește limita de viteză. În 1997 a fost lansată o ediție specială care include un traseu nou și 3 mașini noi.
O altă versiune a jocului, numită Need For Speed : Special Edition bazată pe varianta PC din 1995 a fost lansată doar pentru PC pe suport CD-ROM în 1996 și avea suport pentru DirectX 2 și TCP/IP networking, două noi trasee și alte îmbunătățiri.

### Need for Speed II (1997)
Acest joc, lansat în 1997 de către NFS, a devenit mult mai popular decât versiunea anterioară. Acesta include unele mașini sport cum ar fi McLaren F1, Ferrari F50 etc. Cu el a fost lansat și un patch de ediție specială care include 2 trasee noi în India și la Hollywood și 2 mașini noi: Italdesign Nazca C2 și Ford Indigo.
Mulți fani ai jocului The Need for Speed au fost dezamăgiți când au descoperit că NFS II era în stilul arcade în loc sa mențină realismul din jocul anterior. Schimbarea de software pentru Playstation a jocului a reușit să suporte nu numai controller-ul NeGcon dar și Dual Analog precum și DualShock.
Ediția specială a jocului, Need for Speed II: Special Edition include un traseu, mașini noi și suport pentru Glide, standardul în grafică 3D folosit de plăcile video 3Dfx: Voodoo și Voodoo 2.

### Need for Speed III: Hot Pursuit (1998)
Need for Speed III: Hot Pursuit a adăugat modul Hot Pursuit în care jucătorul poate să fugă de poliție sau sa devină chiar el polițistul și să aresteze șoferii care depășesc viteza.
NFS III a profitat de capacitățile multimedia ale unității CD-ROM și a introdus un comentariu audio și videoclipuri. Acest joc este și primul din serie care a permis descărcarea de mașini adiționale de pe site-ul oficial. Ca rezultat, numărul de comunități de modding a crescut semnificativ.

### Need for Speed: High Stakes/Road Challenge (1999)
High Stakes (titlul în America de Nord) și Road Challenge (titlul European și Brazilian) a fost lansat în vara anului 1999. A fost foarte criticat pentru asemănarea cu NFS III.
Cu toate acestea High Stakes a introdus câteva tipuri noi de gameplay: High Stakes, Getaway și Career. High Stakes este un tip de cursă, în care premiul era mașina învinsului. În Getaway, jucătorul trebuie să depășească o mașină de poliție și să se mențină în fața acesteia pentru o anumită perioadă de timp. Modul Career încorporează un sistem monetar de răsplătire a jucătorului, în cazul câștigării unei curse, bani cu care acesta putea cumpăra alte mașini sau upgrade-uri de performanță. Este de asemenea ultimul joc din seria Need for Speed în care era valabil modul de jucare în Split-Screen.
O altă inovație a fost introducerea modelelor de lovire. Vehiculele care erau implicate în accidente sufereau deformări fizice și penalități de performanță. După o cursă în modul Career există opțiunea de a face reparații și de a upgrada mașina.
Versiunea PlayStation a jocului, lansat cu câteva luni înaintea versiunii PC, avea gameplay îmbunătățit. AI-ul jocului era mult mai avansat; cei cinci AI, cum ar fi Nemesis, Bully și alții, aveau calități de conducere diferite.

### Need for Speed: Porsche / Porsche Unleashed / Porsche (2000)
Porsche (în Germania și America Latină), Porsche Unleashed (titlul în America de Nord) sau Porsche 2000 (titlul European) este diferit de precedentele versiuni pentru că permite doar jocul cu mașini marca Porsche și are o mulțime de informații despre ele. Mașinile se conduc mult mai realist decât în orice alt joc NFS și există un catalog detaliat despre diferitele componente Porsche care au apărut de-a lungul vremii.
Jucătorul trebuia să câștige curse în modul Evolution, pentru a putea debloca alte mașini, în ordine cronologică, din anul 1950 până în anul 2000. Porsche Unleashed avea de asemenea un mod numit Factory Driver, în care jucătorul trebuia să testeze mașini fabricate de Porsche, cu variate cascadorii în drumul său prin carieră. Acest joc este de asemenea primul din serie care nu beneficia de modul Split-Screen. În orice caz, jocul conținea un foarte bine realizat mod Multiplayer. După o anumită perioadă de timp a fost lansată și versiunea Game Boy Advance.
În privința realizării jocului, Need for Speed este adesea lăudată pentru eforturile de a prezenta o singură marcă de automobile, de a amplifica și de a aprofunda astfel cunoștințe referitoare atât la istoria cât și la detaliile tehnice ale unei mașini. Jocul este însoțit de videoclipuri istorice precum și multe poze fie vechi sau moderne ale mărcii Porsche.
De asemenea, această parte a seriei NFS este mai specială datorită motorului grafic, complet nou și astfel oferindu-i jucătorului o viziune complet nouă asupra graficii unui joc PC, acest motor grafic fiind capabil să "randeze", cu o complexitate superioară celorlalte jocuri de până în acel moment, detalii grafice asupra autoturismului. Pe scurt, cu o placă grafică capabilă, jucătorul avea parte de o senzație vizuală și emoțională nemaiîntâlnită până în acel moment. De la lansarea acestui motor grafic pe care rulează seria NFS, modificări au existat și chiar în număr mare, însă acesta a fost începutul, culminând cu funcția de "autosculpt" din NFS: Carbon, ce permite modificarea unor piese componente ale autoturismului în timp real, jucătorul configurând complet "look-ul" acelei componente.

### Motor City Online (2001)
Deși oficial nu avea prefixul Need for Speed jocul era cunoscut sub numele de Need for Speed: Motor City. Produsul a fost declarat nedemn de standardele seriei, deci prefixul "Need for Speed" a fost scos în timpul dezvoltării jocului. 
Motor City Online a fost un joc de tip MMOG (Massively Multiplayer Online Game), o variație pe tema Need for Speed lansat de EA Games pe 10 octombrie 2001 și închis pe 29 august 2003.

### Need for Speed: Hot Pursuit 2 (2002)
Need for Speed: Hot Pursuit 2 este primul joc Need For Speed pentru următoarea generație de console. Hot Pursuit 2 are la bază gameplay-ul și stilul jocului NFS III, punându-se mare accent pe evadarea poliției. Deși jucătorii puteau să fie polițiști urmărirea nu era deloc realistă. Pentru modul multiplayer al versiunii de pe PC, sistemul Gamespy a fost folosit în loc de jocul LAN (Local Area Network). Deși apreciat de presă, jocului îi lipsea realismul și complexitatea lui Porsche Unleashed. Versiuni diferite au fost fabricate pentru fiecare consolă, cea mai bună versiune, după critici, fiind cea de pe PlayStation 2 de la Black Box Games.

### Need for Speed: Underground (2003)
A fost lansat în 2003 de către EA. Acest joc este primul NFS care are curse ilegale pe străzile unei metropole. Nu mai are mașini exotice dar are fete adolescente care dau startul sau care îți admiră mașina fiind Honda Civic,Mazda Rx-7,Volkswagen, Nissan Skyline GTR și multe altele
. Unele componente ale mașinii pot fi modificate, de exemplu jantele, vopseaua sau spoilerele. Acest joc se desfășoară în jurul unei povești. 
În joc este vorba despre un jucător care conduce o Acura Integra. El întâlnește o femeie pe nume Samantha, o șoferiță care îl ajută pe jucător să progreseze. Samantha îi prezintă jucătorului pe Eddie, cel mai bun șofer de curse din oraș, precum și mașina lui, un Nissan Skyline GTR maro. Jucătorul progresează și devine tot mai cunoscut în oraș pe parcursul jocului, și este sunat de Eddie care îi spune că pentru a concura cu el este nevoit să se întreacă cu Samantha și să o învingă. Jucătorul apoi se întrece cu Eddie, iar la urmă se întrece cu Melissa (vechea prietena a lui Eddie).Câștigând, jucătorul devine prieten cu Melissa.
În principiu, acesta este primul joc din seria Need For Speed care a beneficiat de o coloană sonoră special aleasă cu artiști cunoscuți în jurul lumii și un storyline (poveste în jurul căreia se desfășoară jocul).

### Need for Speed: Underground 2 (2004)
Acest joc a fost lansat in 2004. Povestea se desfășoară în același oraș. După ce jucătorul devine cunoscut primește un apel de la Caleb (un șofer violent cu tatuajul Morții pe mână). Jucătorul se întâlnește cu Caleb, care îi distruge mașina. Samantha atunci îl sfătuiește pe jucător să se ducă în Bayview. Ajuns, jucătorul livrează un Nissan 350Z unei șoferițe pe nume Rachel, care controlează tot ce se întâmplă în Bayview.
În Underground 2 mașina se poate cosmetiza cu mult mai multe accesorii, cum ar fi sistemul audio din portbagaj, schimbarea culorii luminilor din față sau modificarea kilometrajului. Apar și curse noi, precum Street X, Underground Racing League(URL), dar și atelier de Dyno Test. Dyno Test este o verificare specială a motorului, a suspensiilor, a Turbo-ului, a Nitro-ului, a efectelor aerodinamice. Toate acestea ajută foarte mult în carieră. Când a venit momentul să înceapă cariera, Rachel îi oferă câteva mașini ca să poată să își faca un nume. Orașul Bayview este împărțit în 5 părți, care sunt deblocate în timp ce avansează în carieră. Părțile customizabile sunt deblocate după curse, de asemenea și masinile. Fiecare parte a orașului aduce și alte dificultăți, fapt pentru care mașina trebuie îmbunătățită în așa fel să aibă putere măcar egală cu a adversarilor. Adversarii pot fi găsiți și în afara curselor și provocați la o întrecere (Outrun). Fiecare Outrun câștigat aduce și componente unice: Body components, Performance components etc În unele părți ale orașelor, întrecerile trebuie repetate, de atâtea ori până o parte dorită este deblocată și aplicată pe mașină. Pe lângă curse, sunt și câteva oferte din partea unor anumite firme, pentru reviste sau DVD-uri. Șoferul este lăsat să își pozeze mașina cum vrea, pentru a fi pusă poza pe coperta revistei respective. Aproape de finalul jocului, șoferul nostru se întâlnește cu Caleb și este provocat la o cursă. Caleb avea un fel de gașcă, toți aceștia din gașcă încearcă să îl învingă pe personajul nostru, toți sunt întrecuți până și Caleb, și ajunge cel mai tare Racer din oraș.

### Need for Speed: Most Wanted (2005)
A fost lansat în 2005 de către EA Games pentru PC, PS2, Xbox ,Xbox 360 și Gamecube. Multe îmbunătățiri pentru mașină au fost scoase, pentru că în acest joc nu erau necesare.
Povestea începe când jucătorul, conducând un BMW M3 GTR se îndreaptă spre Rockport, o întâlnește pe Mia, urmând să participe în curse împreună. După despărțirea de Mia, jucătorul îl întâlnește pe sergentul Cross și pe partenera să, care dețin un Chevrolet Corvette C6. Cross încearcă să îl aresteze, dar este nevoit să îi dea drumul în ultima clipă. Încercând să își mărească reputația și popularitatea, jucătorul îl găsește pe Ronnie, se întrece cu el, Ronnie fiind în cele din urmă învins de protagonist. După terminarea cursei, Ronnie îl conduce pe jucător la docuri, unde sunt prezenți toți șoferii din Blacklist. Mia își face apariția lângă un Mazda RX-8, făcând un compliment protagonistului, sugerând că jucătorul și BMW-ul lui pot câstiga o cursă împotriva oricărui membru din Blacklist. Mia este întreruptă de Razor, care, la momentul primei întâlniri este #15 în Blacklist. Razor și Mia pariază pe o cursă între protagonist și Bull, acesta fiind un subordonat al lui Razor, la fel ca și Ronnie. Razor implică și poliția în cursă, sperând să nu-l mai vadă niciodată pe jucător. După câștigarea cursei împotriva lui Bull, protagonistul participă în altă cursă, câștigă, iar Rog devine un amic al jucătorului, oferind ajutor și informații despre membrii din Blacklist. Se presupune că Rog era șoferul #16 din Blacklist. Următorul eveniment notabil este cursa protagonistului cu Razor care conduce un Ford Mustang GT. Înainte de cursă Razor a sabotat BMW-ul jucătorului care pierde cursa. Pentru că a pierdut cursa împotriva unui șofer din Blacklist, regulile spun că șoferul învins trebuie să ofere cheile de la mașină câștigătorului, așadar, protagonistul este nevoit să-i dea cheile de la BMW lui Razor, toți șoferii fugind de la fața locului, în afară de jucător, care nu are mașină, fiind arestat de Cross și partenera lui. Poliția îi dă drumul jucătorului, deoarece nu au dovezi suficiente pentru încarcerarea lui, acestea fiind greu de găsit având în vedere că protagonistul nu mai are mașină. Mia îl anunță pe jucător că Razor i-a sabotat mașina și se oferă să-l ajute să-și recapete BMW-UL. Aceasta îl conduce pe jucător la un depozit de mașini de unde trebuie să își cumpere o mașină cu banii câștigați din pariurile puse de Mia. În perioada în care protagonistul a fost reținut de poliție, Razor a folosit BMW-ul jucătorului pentru a ajunge #1 în Blacklist, cu Ronnie și Bull imediat după el. La garaj, Mia îi explică că trebuie să îi învingă pe toți cei 15 membri din Blacklist pentru a putea concura din nou cu Razor ca să își recâștige mașina. Acești 15 membri fiind cei mai periculoși, dar talentați șoferi din Rockport: Ho "Sonny" Seun, Vince "Taz" Kilic, Victor "Vic" Vasquez, Isabel "Izzy" Diaz, Lou "Big Lou" Park, Karl "Baron" Smit, Eugene "Earl" James, Jade "Jewels" Barrett, Kira "(Kami)Kaze" Nakazato, Hector "Ming" Domingo, Wes "Webster" Allen, Joe "JV" Vega, Ronald "Ronnie" McCrea, Toru "Bull" Sato, Clarence "Razor" Callahan. Pentru a putea concura cu ei, protagonistul trebuie să câștige un anumit număr de curse, să participe în evenimente ce includ poliția, și să câștige reputație pentru a atrage atenția membrilor din Blacklist. Jucătorul trebuie să câștige 2 curse împotriva membrilor din Blacklist până la numărul #5 din Blacklist, 3 curse până la #1 din Blacklist, iar pentru a-l învinge pe Razor, e nevoie de 5 victorii împotriva lui. După ultima cursă, Razor refuză să-i dea cheile BMW-ului protagonistului. Mia îl ajută să obțină cheile, iar aceasta dezvăluie că este de fapt polițistă sub acoperire, urmând să-i aresteze pe toți șoferii din Blacklist în afară de protagonist. Cross ajunge la fața locului, realizează că protagonistul, devenit acum #1 în Blacklist, nu este capturat și cere ca toate mașinile de poliție din oraș să-l urmărească. Mia îl anunță pe protagonist că nu se poate întoarce în niciun garaj deținut și că singura modalitate de a-și păstra mașina și libertatea este să sară peste podul vechi și neterminat din oraș. Protagonistul folosește BMW-ul pentru a sări peste pod și scapă de poliție, obținând în final titlul de "Most Wanted", fiind dat în urmărire națională de sergentul Cross.

### Need for Speed: Carbon (2006)
Acest joc a fost lansat în 2006 pentru PC, Xbox, Xbox 360, PS2 și PS3. În Carbon se poate folosi Autosculpt, un mod prin care se pot fabrica jante, roți, spoilere și bare
Povestea se desfășoară după ce jucătorul a plecat din Rockport și a ajuns la un canion care duce spre Palmont. În același BMW jucătorul își amintește de timpul petrecut în Palmont pe când concura cu Wolf, Angie și Kenji, dar când mașinile lor au fost împușcate, el reușind să scape, Nikki (fosta lui prietenă) dându-i o geantă cu bani și Darius (Tahmoh Penikett) sfătuindu-l să plece din Palmont. În prezent Cross și-a pierdut slujba din Rockport deoarece nu a reușit să îl prindă pe jucător. Urmărit de Cross, jucătorul se accidentează printr-un rând de construcții și sergentul îl prinde, dar el este salvat de Darius, într-un Audi Le Mans Quattro R8 și de echipa lui, Stacked Deck. Darius vorbește cu jucătorul și află câtă recompensă este cerută pentru el, iar Nikki își face apariția într-un Ford GT, îl conduce pe jucător la un șofer pe nume Neville și îi dă de ales trei mașini, un Mazda RX-8 (Tuner), Chevrolet Camaro SS (Muscle) și un Alfa Romeo Brera (Exotic). În general orașul este împărțit în patru mari zone fragmentate în teritorii care pot fi cucerite numai dacă sunt câștigate 2 sau mai multe curse din jurul fiecărui fragment de teritoriu. Este "Fortuna", teritoriul Exotic care este controlat de WOLF împreună cu echipajul numit "T.F.K.", liderul este Wolf care conduce un Aston Martin DB9.
Zona"Downtown"(Centrul), teritoriul Tuner care este controlat de KENJI și echipajul sau "Bushido", Kenji conducând o Mazda RX-7.
Regiunea de sud a orașului Palmont este controlată inițial de ANGIE și echipajul său "21st Street",Angie conducând un Dodge Charger R/T. După înfrângerea celor 3 lideri aceștia se alătură lui Darius și echipajului său "Stacked Deck", Darius conducând un Audi LeMans Quattro R8 în încercarea de a-l răpune pe jucător. Este de menționat că după ce liderul sesizează ca jucătorul este o amenințare pentru el ,îl provoacă la o întrecere în zona controlată de el și apoi la unul dintre cele 3 canioane de lângă Palmont. Victoria asupra unui lider pot aduce jucătorului pe lângă teritoriu și recompense ca bani, mașina liderului, un card de ieșire din închisoare și "Extra Impound Strike" care permite longevitatea posesiei mașinii până la 5 arestări. După înfrângerea lui Darius sunt deblocate câteva mașini noi ca Audi LeMans Quattro, Pagani Zonda, Koenigsegg CCX etc care pot fi conduse în modul "Quick race".

### Need for Speed: ProStreet (2007)
În Need for Speed ProStreet situația se schimbă extrem de mult. Acum jucătorul nu mai e un fugar urmărit in fiecare clipă de poliție, ci un adevărat pilot de curse de mașini care concurează cu alți piloți pentru titlu mondial. Fiind un pilot de raliu, jucătorul trebuie să manevreze mașina cu mai multă precizie deoarece, orice zgârietură sau lovitură aplicată mașinii tale rămâne și în următoarea cursă. Jucătorul trebuie să cucerească cele 5 titluri de campion: pentru a deveni Drag King trebuie să îl învingi pe Karol Monroe (Ford Mustang), apoi pentru titlul de Grip King va trebui să îl învingi pe Ray Krieger (BMW M3 E92), urmează titlul de Drift King unde trebuie să îl învingi pe Aki Kimura (Mazda RX-7), pentru următorul titlu trebuie să îl învingi pe Nate Denver (Pontiac GTO) iar pentru ultimul titlu, cel de Showdown King să îl învingi pe Ryo Watanabe (Mitsubishi Lancer Evolution X). Need for Speed ProStreet este in mare parte un simulator de ultimă generație ce te face să-ți depășești limitele.

### Need for Speed: Undercover (2008)
Noul joc care a apărut de la EA GAMES. Acesta este realizat împreună cu BlackBox studios. Acest joc reintroduce poliția și mai multe revoluții ale game-play-ului. În joc s-a introdus noul gen de manevrabilitate numit Heroic Driving Engine în care poți face mișcări spectaculoase ce sfidează legile realității.

### Need for Speed: Shift (2009)
Este următorul titlu din seria NFS, acesta a fost lansat de Electronic Arts în toamna anului 2009. Shift este dezvoltat de Slightly Mad Studios, cunoscuți pentru GT Legends și GTR 2, împreună cu Michael Mann de la EA Black Box și Patrick Soderlund de la DiCE. Jocul este mai degrabă un racing simulator, accentul fiind pus pe abilitățile jucătorilor de a lua parte la cursele auto și pe experiența din spatele volanului. Jucătorii vor fi puși în cockpit-ul bolizilor de curse, participând la joc din modul first-person view.

### Need for Speed: World (2010)
Need for Speed: World Online a fost un joc gratuit de tipul MMORG (massively multiplayer online racing game - joc de curse online cu un multiplayer masiv), dezvoltat de Black Box și Electronic Arts Singapore pentru PC. A fost lansat în 2010, în Taiwan, iar testele beta au avut loc în octombrie 2009.
Dezvoltatorii au afirmat că stilul de joc Need For Speed World Online pune accent pe cursele ilegale de stradă, urmăririle cu poliția și tunningul auto al mașinilor fiind o combinație între Need For Speed Most Wanted și Need For Speed Carbon, având în vedere că modul de navigare se desfășoară în replicile aproape exacte ale orașelor unite Rockport - orașul din Need for Speed: Most Wanted și Palmont - orașul din Need For Speed Carbon.
Need For Speed World Online are cele mai multe mașini sub licență și cele mai multe moduri de joc din toată istoria seriei Need For Speed.
Jocul a fost închis permanent pe 14.07.2015.

### Need for Speed: Hot Pursuit (2010)
Apărut în toamna anului 2010, produs și distribuit de EA Games și Criterion Games este un joc în care poți juca două cariere în același timp fiind polițist și servind legea, ori să fii un vitezoman încălcând legile. Ce este cu totul nou sunt armele, de exemplu EMP, Spike Strip sau Road Block. Toate acestea au câte 3 niveluri, fiecare fiind mai puternice și mai folositoare.

### Need for Speed: Shift 2 Unleashed (2011)
EA Games readuce în serie un "Shift" nou și cu totul dedicat persoanelor care vor să devină piloți de curse legal. Este mai mult un simulator.

### Need For Speed: The Run (2011)
A apărut pe 15 noiembrie 2011 și este primul joc cu „quick-time events”. Pe lângă mașinile puternice și aventura vitezei, are o poveste cu totul captivantă. Motto-ul :"Race for nothing".

### Need for Speed: Most Wanted (2012)
Produs și distribuit de EA Games și Criterion Games acesta nu este un remake al jocului Need For Speed:Most Wanted 2005, declarat chiar de Criterion Games. Jocul a adus foarte multe controverse din partea fanilor, fiecare cu păreri împărțite despre joc. Unii zic că este un eșec pentru că nu are poveste, inamicii din lista Most Wanted nu au nume și poliția revine cu un AI prea îmbunătățit care face scăparea extrem de grea. Alții spun că este bun pentru că nu are poveste și este greu să scapi de poliție. După spusele lor aceste aspecte face un joc de curse cu adevărat reușit, dându-ți senzația că ești un pilot de curse adevărat. Sistemul de mașini a fost schimbat și el acum nu le mai poți cumpăra, dar le poți găsi în parcări gata pregătite pentru tine.

### Need for Speed: Rivals (2013)
Need for Speed Rivals este un joc open-world, fiind distribuit de Ghost Games și Criterion Games, este al 12-lea joc în seria Need for Speed. Jocul a fost lansat pentru Windows, PlayStation 3 și XBOX 360 pe 19 noiembrie 2013, iar pentru PlayStation 4 și XBOX One tot în aceeași dată.
Jucătorul ia rolul unui șofer de curse sau polițist, fiecare având un mod de joc diferit. Rivals oferă 11 mecanisme care pot fi îmbunătățite, cum ar fi laser EMP, fulgere, țepi și abilitatea de a cere o blocare de șosea. Jocul se desfășoară într-o locație ficțională numită Redview County. Mecanismul open-world este același ca în Need for Speed Most Wanted (2012) , cu unele sărituri, radare de viteză, și mașini deblocabile, cât și scurtături care nu apar pe hartă. De asemenea, jocul are progresie de carieră și pentru șofer de curse, dar și pentru polițist. Odată terminată o misiunea, deblochezi noi oportunități.
S-a dovedit că Rivals a luat unele elemente de gameplay din vechiul "Need for speed Underground".
Need for Speed Rivals a avut recepție pozitivă după lansare, criticii fiind uimiți de grafica vizuală, controlul mașinilor, și sistemul online.

### Need for Speed (2015)
Varianta din 2015 a Need for Speed este produsă de Ghost Games și distribuită de Electronic Arts. Jocul este bazat pe o poveste intrigantă care se petrece pe timp de noapte.

### Need for Speed: Payback (2017)
Need for Speed Payback este un joc video de curse produs de Ghost Games și publicat de Electronic Arts în 2017. Este al 23-lea joc din seria Need for Speed și se desfășoară într-un oraș fictiv numit Fortune Valley, unde jucătorii pot participa la diverse tipuri de curse, misiuni și provocări. Jocul are cinci clase de mașini (Race, Drift, Off-Road, Drag și Runner) și o varietate de opțiuni de personalizare vizuală și de performanță. Jocul are și o poveste care urmărește trei personaje principale (Tyler, Mac și Jess) care încearcă să se răzbune pe un cartel numit The House care controlează orașul.
Need for Speed Payback a primit recenzii mixte de la critici și jucători, fiind lăudat pentru grafică, sunet și varietatea gameplay-ului, dar criticat pentru poveste, sistemul de progresie și lipsa inovației. Unii jucători au considerat că jocul este distractiv și oferă o experiență de acțiune-conducere captivantă, în timp ce alții au fost dezamăgiți de elementele de loot box, micro-tranzacții și lipsa realismului. Jocul este disponibil pe Steam pentru 29.99 dolari, dar este inclus și în abonamentul EA Play care costă 4.99 dolari pe lună.

### Need for Speed: Heat (2019)
Need for Speed Heat este un joc video de curse dezvoltat de Ghost Games și publicat de Electronic Arts pentru Microsoft Windows, PlayStation 4 și Xbox One. Este cel de-al douăzeci si patrulea din seria Need for Speed și comemorează a 25-a aniversare a seriei. A fost lansat pe 8 noiembrie 2019. Pune la dispoziție mai multe tipuri de curse și mai multe posibilități de personalizare a mașini tale.

### Need for Speed: Unbound (2022)
Need for Speed Unbound este un joc video de curse produs de Criterion Games și publicat de Electronic Arts în 2022. Este al 24-lea joc din seria Need for Speed și se desfășoară într-un oraș fictiv numit Lakeshore, unde jucătorii pot participa la diverse tipuri de curse, misiuni și provocări. Jocul are patru clase de mașini (Race, Drift, Off-Road și Rumble) și o varietate de opțiuni de personalizare vizuală și de performanță. Jocul are și o poveste care urmărește un personaj care încearcă să câștige The Grand, cea mai mare cursă de stradă din oraș.
Need for Speed Unbound a fost anunțat oficial pe 21 martie 2022, cu un trailer care îl are ca protagonist pe rapperul A$AP Rocky. Jocul a fost lansat pe 2 decembrie 2022 pentru PlayStation 5, Xbox Series X|S și PC. Jocul a primit recenzii pozitive de la critici și jucători, fiind lăudat pentru grafică, sunet, gameplay și atmosferă, dar criticat pentru poveste, inteligența artificială și bug-uri. Unii jucători au considerat că jocul este captivant și oferă o experiență de acțiune-conducere plină de adrenalină, în timp ce alții au fost nemulțumiți de elementele de grind, repetitivitate și lipsa originalității. Jocul este disponibil pe Steam pentru 69.99 dolari, dar este inclus și în abonamentul EA Play care costă 4.99 dolari pe lună.